# محمد خليل صادق الطرابلسي
محمد خليل صادق الطرابلسي (1865 - 1915)، هو شاعر وفقيه وخطيب لبناني. اشتغل بالتدريس والتأليف، وكان لغوياً مدققاً وفقهياً محققاً، ولا سيما في الفقه الحنفي. يعتبر من رواد الشعر التعليمي.

## مسيرته
ولد بطرابلس عام 1282 هـ الموافق لـ 1865 م. تلقى علومه الأولى بمسقط رأسه، ثم رحل إلى الأزهر لمتابعة التحصيل، فأجازه تسعة من كبار علمائه فضلاً عن إجازة منفردة تلقاها من أستاذه الشيخ محمد الأنباري الذي سلك على يديه الطريقة الشاذلية. وبعودته إلى طرابلس أجازه ثلاثة من علمائها الأعلام وهم مشايخ: محمود نشابه ودرويش التدمري وعبد الرزاق الرافعي. كما أجازه كذلك الشيخ عبد القادر الخطيب نزيل المدينة المنورة، والشيخ محمد الخاني من علماء دمشق.
درّس بالمدرسة الشمسية بطرابلس، وتسلم الإمامة والخطابة والتدريس بجامع محمود السنجق بطرابلس أيضا.

### التأليف
يعدّ الشيخ خليل من أعلام الشعر اللغوي، فقد «أكثر من محاولات تعليم اللغة العربية في عدة قصائد تطرق خلالها لكيفية كتابة بعض الألفاظ وكيفية لفظ بعض الكلمات التي يشكل لفظها على العوام وأنصاف المتعلمين ولا سيما الحرف الأول من الكلمة، بالإضافة إلى اهتمامه بقواعد النحو والصرف والإعراب».
وله كتاب (الهداية في البداية) وهو في النحو والعلوم اللغوية الأخرى، وعدة قصائد مخطوطة في هذا الباب أيضاً. وقد جمعها في ديوان سمّاه (فهم الخلاص من وهم الخواص) وهو مخطوط.
وأما في الشعر الديني فله (نظم القلائد في نظم القصائد) وهو مخطوط، يمدح فيها محيي الدين ابن عربي الصوفي الشهير بعد التوسل إلى الله بعدة أبيات.
وله في المديح النبوي (منحة الخليل في مدحة الجليل) قصائد نسج فيها على غرار من سبقه من الشعراء، فجاءت غنية بالبديع والمحسنات اللفظية والتنميق المتكلف بما كان يعجب أهل زمانه ومحيطه نظراً للمناخ الثقافي السائد.
وله ديوان خاص بشعر الأنساب سماه (فهرست سلاسل الفرق في سلاسل الطرق)، وفيه يؤرخ أعلام ست وأربعين طريقة صوفية وسلسلة مشايخها وأنسابهم بالإضافة إلى ديوان آخر سماه (الأحساب الغالية في الأنساب العالية). 

### قائمة أعماله
ترك الشيخ خليل صادق عدداً من المؤلفات بعضها طبع والآخر ظل مخطوطاً:

#### المطبوع
- منحة الخليل في مدحة الجليل. المطبعة الأدبية، بيروت، 1308هـ، قصيدة مطولة في مدح الرسول.
- مناداة الخليل في مناجاة الجليل.
- ورد الأسرار في ورد الأذكار. طبعة ثانية، مطبعة البلاغة، طرابلس الشام، 1316هـ. أدعية وأوراد كان يتلوها مريدو زاويته قبل الفجر.
- كنز الصلات في صيغ الصلوات.
- حسن المبنى في أسماء الله الحسنى.
- شرحه على حزب البر للإمام الشاذلي المسمى منح البر على حزب البر.

#### المخطوط
- الأحساب الغالية في الأنساب العالية. طرابلس 1313هـ (بحوزة حفيده محمد).
- غادة المقصورة في غابة المقصورة. طرابلس، 1300هـ، ديوان شعر في كتابة الكلمات (بحوزة حفيده محمد).
- فهم الخلاص من وهم الخواص (بحوزة حفيده محمد) طرابلس، 1325هـ. ديوان شعر في تعليم اللغة.
- موارد اللسان (بحوزة حفيده محمد)، طرابلس، 1296هـ.
- الهداية في البداية، كتاب في النحو.
- نظم القلائد في نظم القصائد، طرابلس، 1313هـ، ديوان شعر.
- فهرست سلاسل الفرق في سلاسل الطرق. تأريخ لأعلام ست وأربعين طريقة صوفية وسلسلة مشايخها وأنسابهم.
- سنن الأخيار المسلسلة في سند الأخبار المسلسلة. (نقلاً عن الدكتور محمود حمد سليمان، علماء طرابلس وشعراؤها، ص304).

## وفاته
توفي في طرابلس عام 1333 هـ الموافق لـ 1915 م.